# Seppo Jokinen
Pour les articles homonymes, voir Jokinen.
Seppo Sakari Jokinen, né le 13 avril 1949 à Tampere, est un écrivain finlandais, auteur de romans policiers.

## Biographie
Seppo Jokinen étudie au lycée classique de Tampere.
Dans les années 1970 après son service militaire il séjourne quatre ans en Australie.
Durant trente années, il travaille au centre informatique de la ville de Tampere.
À partir de 1996, il publie un roman chaque année. Il est surtout connu pour ses romans policiers où apparaît souvent l'inspecteur Sakari Koskinen.
En 2006, il devient écrivain à temps plein.

## Romans
- (fi) Koskinen ja siimamies, Hämeenlinna, Karisto, 1996 (ISBN 951-23-3573-5)
- (fi) Koskinen ja raadonsyöjä, Hämeenlinna, Karisto, 1997 (ISBN 951-23-3704-5)
- (fi) Koskinen ja pudotuspeli : rikosromaani, Hämeenlinna, Karisto, 1998, 273 p. (ISBN 951-23-3838-6)
- (fi) Koskinen ja taikashow, Hämeenlinna, Karisto, 1999 (ISBN 951-23-3974-9)
- (fi) Koskinen ja kreikkalainen kolmio, Hämeenlinna, Karisto, 2000 (ISBN 951-23-4089-5)
- (fi) Hukan enkelit, Hämeenlinna, Karisto, 2001 (ISBN 951-23-4229-4) (Wolves and Angels, Ice Cold Crime, 2012)
- (fi) Piripolkka, Hämeenlinna, Karisto, 2002 (ISBN 951-23-4320-7)
- (fi) Vilpittömässä mielessä, Hämeenlinna, Karisto, 2003 (ISBN 951-23-4424-6)
- (fi) Suurta pahaa, Hämeenlinna, Karisto, 2004 (ISBN 951-23-4530-7)
- (fi) Sana sanaa vastaan, Hämeenlinna, Karisto, 2005 (ISBN 951-23-4669-9)
- (fi) Hiirileikki, Hämeenlinna, Karisto, 2006 (ISBN 951-23-4774-1)
- (fi) Viha on paha vieras, Hämeenlinna, Karisto, 2007 (ISBN 978-951-23-4885-5)
- (fi) Kuka sellaista tekisi, Hämeenlinna, Karisto, 2008 (ISBN 978-951-23-5000-1)
- (fi) Lyöty mies, Hämeenlinna, Karisto, 2009 (ISBN 978-951-23-5130-5)
- (fi) Räätälöity ratkaisu, Hämeenlinna, Karisto, 2010 (ISBN 978-951-23-5305-7)
- (fi) Ajomies, Helsinki, Crime Time, 2011 (ISBN 978-952-5918-25-0)
- (fi) Hervantalainen, Helsinki, Crime Time, 2012 (ISBN 978-952-5918-71-7)
- (fi) Vihan sukua, Helsinki, Crime Time, 2013 (ISBN 978-952-289-047-4)
- (fi) Mustat sydämet, Helsinki, Crime Time, 2014 (ISBN 978-952-289-136-5)
- (fi) Kuolevaksi julistettu, Helsinki, Crime Time, 2015 (ISBN 978-952-289-239-3)

## Prix
- Prix Vuoden johtolanka, 2002
- Prix littéraire de la ville de Tampere, 1996, 1999, 2014
- Prix du grand club du livre finlandais, 2003